# جوناس راندولف
جوناس راندولف (بالإنجليزية: Jonas Randolph)‏ هو لاعب كرة قدم أمريكية أمريكي، ولد في 1 ديسمبر 1990.